# Chlorodectes
Chlorodectes is een geslacht van rechtvleugeligen uit de familie sabelsprinkhanen (Tettigoniidae). De wetenschappelijke naam van dit geslacht is voor het eerst geldig gepubliceerd in 1985 door Rentz.

## Soorten
Het geslacht Chlorodectes omvat de volgende soorten:
- Chlorodectes baldersoni Rentz, 1985
- Chlorodectes ligaenus Rentz, 1985
- Chlorodectes loquax Rentz, 1985
- Chlorodectes montanus Rentz, 1985